# Синезерки
Синезерки — посёлок в Навлинском районе Брянской области. Административный центр Синезёрского сельского поселения.

## География
Посёлок находится в восточной части Брянской области, у железнодорожной линии Брянск — Навля, на расстоянии приблизительно 20 км (по прямой) к северо-западу от рабочего посёлка Навля, административного центра района.

### Часовой пояс
Посёлок Синезерки, как и вся Брянская область, находится в часовой зоне МСК (московское время). Смещение применяемого времени относительно UTC составляет +3:00.

## История
Посёлок основан в 1890-х годах при станции Синезерки, названной по близлежащей деревне.

## Население
| 2010 | 2013  |
| ---- | ----- |
| 1285 | ↘1281 |

### Национальный состав
Согласно результатам переписи 2002 года, в национальной структуре населения русские составляли 92 % из 1374 чел.

## Улицы
| - ул. Береговая, - ул. Вокзальная, - ул. Заречная, - ул. Зелёная, - ул. Интернациональная, | - ул. Кольцевая, - ул. Лесная, - ул. Луговая, - ул. Молодёжная, - ул. Набережная, | - ул. Новая, - ул. Октябрьская, - пер. Октябрьский, - ул. Парковая, - ул. Песочная, | - ул. Полевая, - ул. Речная, - ул. Санаторная, - ул. Центральная, - ул. Школьная. |